# Yuleidys Cascaret
Yuleidys Cascaret (ur. 21 listopada 1978 r.) – kubański wioślarz, reprezentant Kuby w wioślarskiej czwórce podwójnej podczas Letnich Igrzysk Olimpijskich w Pekinie.

## Osiągnięcia
- Igrzyska Olimpijskie – Ateny 2004 – jedynka – 12. miejsce[1].
- Mistrzostwa Świata – Monachium 2007 – czwórka podwójna – 11. miejsce[1].
- Igrzyska Olimpijskie – Pekin 2008 – czwórka podwójna – 12. miejsce[1].